# Encrucijada 3ra. Sección
Encrucijada 3ra. Sección är en ort i Mexiko.   Den ligger i kommunen Cárdenas och delstaten Tabasco, i den sydöstra delen av landet, 600 km öster om huvudstaden Mexico City. Encrucijada 3ra. Sección ligger 10 meter över havet och antalet invånare är 1 505.
Terrängen runt Encrucijada 3ra. Sección är mycket platt. Runt Encrucijada 3ra. Sección är det ganska tätbefolkat, med 129 invånare per kvadratkilometer. Närmaste större samhälle är Poblado C-11 José María Morelos y Pavón, 11,4 km sydväst om Encrucijada 3ra. Sección. Trakten runt Encrucijada 3ra. Sección består till största delen av jordbruksmark.